# Pokémon Stadium
Pokémon Stadium é um jogo de estratégia da série Pokémon para o Nintendo 64. É um jogo de lutas entre os Pokémon onde o jogador pode lutar contra a CPU ou outros jogadores através do Transfer Pak de Nintendo 64 com Pokémon Red, Blue & Yellow inserido. Curiosamente, há duas versões desse jogo.Você consegue bichinhos realmente bem treinados, no nível 100.

## O tipo do jogo
ポケモンスタジアム (Pokemon Sutajiamu) foi lançado no Japão em 1998. Essa versão continha apenas 42 dos 151 primeiros Pokémon. Como o jogo foi um sucesso ,mas, bastante criticado, mesmo assim foi lançado fora do japão. foi um sucesso e até hoje é considerado um melhores jogos do nintendo 64.  Está entre os jogos favoritos de mini-games do famoso grupo Reunion.
Abaixo está uma lista dos 42 Pokémon presentes no jogo:
| - Venusaur - Charizard - Blastoise - Beedrill - Fearow - Pikachu - Nidoqueen - Nidoking - Dugtrio - Primeape - Mew | - Arcanine - Alakazam - Machamp - Golem - Magneton - Cloyster - Gengar - Onix - Hypno - Electrode - Mewtwo | - Exeggutor - Chansey - Kangaskhan - Starmie - Scyther - Pinsir - Tauros - Gyarados - Lapras | - Ditto - Vaporeon - Jolteon - Flareon - Aerodactyl - Snorlax - Articuno - Zapdos - Moltres - Dragonite |

## A versão Americana
Pokémon Stadium (ポケモンスタジアム2, Pokemon Sutajiamu Tsū) continha todos os 151 Pokémon dos RPGs Originais em um jogo de batalhas em que você podia usar os Pokémon do Game Boy contra a CPU ou outros jogadores, além de trazer um modo de Ginásio onde o jogador batalhava contra cada Líder de Ginásio de Kanto com Pokémon no Lv. 100. Havia ainda um modo de minigames e de jogar Pokémon Red, Blue & Yellow no Nintendo 64. Foi considerado recentemente como o melhor jogo de mini-games pelo famoso grupo Reunion, numa convenção que ocorre anualmente em Ohio.

### Minigames
Em Pokémon Stadium, um dos motivos pelos quais os jogadores mais gostavam de jogar o título era a possibilidade de jogar minigames rápidos e divertidos estrelando Pokémon. Abaixo a lista dos divertidos mingames do jogo:
- Magikarp's Splash: Quatro Magikarps se enfrentam para ver quem pula até o topo da tela mais vezes em um período de tempo. Quem acertar mais vezes o topo da tela vence.
- Clefairy Says: É uma combinação do jogo Macaco Simão e Memória. Quatro Clefairys repetem os passos do professor. Os competidores têm um tempo para repetir e acertar de primeira os passos. Caso alguém erre, o professor bate neste mesmo. Quem ficar com menos erros vence.
- Run, Rattata, Run: Um jogo de corridas entre quatro Rattatas em um circuito com barreiras. Quem terminar primeiro vence.
- Snore War: Quatro Drowzees competem. O jogador precisa apertar A quando o pêndulo atingir o centro. A medida que vai avançando, o pêndulo fica mais rápido e os Drowzees dormem. Quem não dormir vence.
- Thundering Dynamo: A usina precisa de força. Pikachus e Voltorbs competem entre si para gerar força. Ao apertar o botão correto, o Pokémon gera força. Quem ficar de pé por último vence.
- Sushi-Go-Round: Lickitungs adoram sushis e podem comer uma tonelada desses. Como um Lickitung, você deve se mover livremente e pegar sushis com A. Mas evite o wasabi, pois estes farão o Lickitung cuspir fogo. Quem comer mais sushis vence.
- Ekans' Hoop Hurl: Neste jogo, o jogador é um dos quatro Ekans. Digletts sairão aleatoriamente dos buracos no campo. Use o analógico para mover a Ekans sobre o Diglett e pegá-lo. Quem pegar mais vence.
- Rock Harden: Alguns Pokémon estão trabalhando e jogando pedras na direção de Metapods e Kakunas. Como um dos Pokémon casulos, você deve apertar A no momento certo para usar Harden. Isso custa HP, então quem for esperto usará na hora certa e não perderá muito HP. Quem aguentar por mais tempo vence.
- Dig! Dig! Dig!: Quatro Sandshrews estão competindo para ver quem cava até achar água mais rápido. Pressionando L e R alternando fará com que o Sandshrew cavem. Caso pressione duas vezes L ou R, este ficará confuso e perderá tempo. Quem fizer um geiser mais rápido vence.

## GSC em Stadium
Não é possível usar os Pokémon vindos de Pokémon Gold, Silver & Crystal no Stadium Mode, tampouco jogá-los no modo de emulação de Game Boy. Além disso, quaisquer Pokémon que contenham ataques novos (p.ex. Gengar com Shadow Ball ou Alakazam com Future Sight) também não podem entrar. Apenas em Pokémon Stadium 2 é possível utilizar os novos Pokémon e/ou novos ataques.

## Importâncias
Existe um código gameshark secreto no Gameboy Color para utilização do pokémon Mew de Nº151.

## Recepção
Pokémon Stadium recebeu críticas mistas dos especialistas. Jeff Gerstmann deu ao jogo uma avaliação "medíocre" de 5.7, escrevendo que a jogabilidade "parece reduzida e simplificada, mesmo quando comparada com os jogos originais de Game Boy". Peer Schneider, do IGN, escreveu uma revisão de 8,2 "ótimas" do jogo, chamando-a de "uma compra obrigatória para os fãs de Pokémon", mas também citando que "o áudio está longe da qualidade de alguns dos fãs". os recentes lançamentos da Nintendo ". Em relação ao locutor do jogo, uma queixa frequente entre os críticos, Ben Martin, do RPGamer, escreveu que possuía "(...)um vocabulário muito limitado e comentários contínuos durante toda a ação" Em sua resenha sobre o site de jogos Cubed3, Ross Morley elogiou o sistema de batalha do jogo por seus "belos modelos 3D, efeitos especiais e variedade de opções".
Em seu primeiro mês de vendas na América do Norte, o  Pokémon Stadium  vendeu mais de um milhão de cópias, e se tornou o jogo de console mais vendido na região durante o ano de 2000. A Nintendo of America anunciou que seria lançada como título da Player's Choice, um jogo bem vendido com preço de varejo sugerido mais baixo, em 26 de dezembro de 2000. Aproximadamente 3,97 milhões de cópias foram vendidas: 3,16 milhões nos Estados Unidos, 710.765 no Japão, e 100.000 no Reino Unido